# Episodi di Riviera (prima stagione)
La prima stagione della serie televisiva Riviera, composta da dieci episodi, è stata resa disponibile nel Regno Unito il 15 giugno 2017 su Sky Box Sets e Now.
In Italia, la stagione è andata in onda in prima visione sul canale satellitare Sky Atlantic dall'11 luglio all'8 agosto 2017. In chiaro, è stata trasmessa su Canale 5 dal 26 giugno all'11 luglio 2019.
| nº | Titolo originale    | Pubblicazione UK | Prima TV Italia |
| -- | ------------------- | ---------------- | --------------- |
| 1  | Villa Carmella      | 15 giugno 2017   | 11 luglio 2017  |
| 2  | Counterfeiters      | 15 giugno 2017   | 11 luglio 2017  |
| 3  | The Secret Chamber  | 15 giugno 2017   | 18 luglio 2017  |
| 4  | Family Paintings    | 15 giugno 2017   | 18 luglio 2017  |
| 5  | Elena               | 15 giugno 2017   | 25 luglio 2017  |
| 6  | Artist's Work       | 15 giugno 2017   | 25 luglio 2017  |
| 7  | The Gift            | 15 giugno 2017   | 1º agosto 2017  |
| 8  | The Key             | 15 giugno 2017   | 1º agosto 2017  |
| 9  | An Eye for an Eye   | 15 giugno 2017   | 8 agosto 2017   |
| 10 | In the Sight of All | 15 giugno 2017   | 8 agosto 2017   |

## Villa Carmella
- Diretto da: Philipp Kadelbach
- Scritto da: Neil Jordan e John Banville

### Trama
Georgina Clios è una curatrice d'arte americana, sposata in seconde nozze con il ricco filantropo Constantine. Mentre Georgina sta partecipando a un'asta a New York, Constantine rimane vittima di un'esplosione avvenuta a bordo di uno yacht al largo di Montecarlo dove si trovava per affari. Georgina apprende la notizia della morte del marito una volta rientrata a Montecarlo e raggiunge i familiari di Constantine a Villa Carmella. Dalla prima moglie Irina, Constantine ha avuto tre figli: Adam, scrittore mancato che tende a estraniarsi dal lusso in cui vive la famiglia, Christos, direttore della Clios Bank con problemi di droga, e Adriana, una diciassettenne eccentrica ed emotivamente travagliata. Le indagini sulla tragedia dello yacht sono affidate al detective Karim Delormes, il quale invita i familiari di Constantine a identificare il corpo.
Terminato il funerale, Georgina è avvicinata da Grigory Litvinov, figlio di un'altra vittima dell'esplosione. Litvinov, convinto che Constantine e suo padre fossero bersagli designati da qualcuno che li voleva morti, la invita a prestare attenzione a chi la circonda. Karim informa Georgina che una giovane donna in abiti succinti è stata trovata priva di sensi al largo della scogliera ed è ricoverata in ospedale. Karim fa il nome di Jacob Negrescu, un procacciatore di escort che un tempo lavorava per Constantine, e le lascia l'indirizzo di un appartamento segreto che l'uomo aveva a Montecarlo. Mentre si sta recando sul posto, Georgina si accorge di essere seguita da un uomo su una motocicletta che poi le scatta fotografie da lontano. Nell'appartamento Georgina trova una pistola e la fotografia di una giovane donna, ricevendo proprio in quell'istante l'ultimo SMS che Constantine le aveva inviato la sera della sua morte, in cui le chiedeva scusa per averle fatto perdere l'acquisto di un dipinto all'asta. Qualcuno si introduce nell'appartamento e Georgina estrae la pistola, pronta ad affrontare l'intruso.

## Counterfeiters
- Diretto da: Philipp Kadelbach
- Scritto da: Neil Jordan e John Banville

### Trama
L'intruso nell'appartamento è Adam che spiega a Georgina di essere stato incaricato dal padre di vigilare sulla casa. Tornata in macchina, Georgina è avvicinata dallo sconosciuto in motocicletta che dice di essere stato mandato da Jukes per condurla da lui. Jukes è un funzionario della sezione crimini finanziari dell'Interpol che chiede conto a Georgina di un quadro di Claude Lorrain, Giunone affida Io ad Argo, che Constantine ha acquistato da John Brandeis. Jukes rivela che dieci anni prima lo stesso dipinto era stato venduto da Constantine a Brandeis, facendo quindi il percorso inverso e generando un'elevata plusvalenza. Irina propone a Christos di accettare la proposta di Negrescu che intende aprire un conto presso la banca, così da dimostrare che i Clios sono ancora in pista. Karim mostra a Negrescu  la fotografia della ragazza in ospedale, ma l'uomo asserisce che non fa parte della sua scuderia di escort.
A Villa Carmella Georgina si accorge che il quadro di Lorrain è stato spostato e chiede di visionare le telecamere di sicurezza. Georgina osserva Christos accedere a una camera blindata che ha fatto costruire in cantina, ma non è possibile vedere cosa contiene. Rovistando nell'ufficio di Constantine, Georgina trova il biglietto da visita di Robert Carver, un vecchio amico che realizza opere d'arte false. Carver rivela che Constantine gli commissionò il falso del quadro di Lorrain, poiché voleva nascondere l'originale. Isobel, la moglie di Karim, viene aggredita in casa da un uomo di Negrescu. Adriana si sta infatuando di Dominique, il giovane giardiniere di Villa Carmella.
Georgina, Irina e i figli di Constantine si presentano dal notaio per la lettura del testamento. Nell'ufficio irrompe Jukes che notifica il sequestro delle attività di famiglia fino a quando sarà terminata l'indagine dell'Interpol. Inoltre, tutti loro sono tenuti a risiedere insieme a Villa Carmella.

## The Secret Chamber
- Diretto da: Damon Thomas
- Scritto da: Lydia Adetunji

### Trama
Ormai convinta che l'esplosione a bordo dello yacht non sia stata un incidente, Georgina chiede a Grigory Litvinov di condivere le informazioni sulle attività dei rispettivi congiunti. Nadia, la ragazza ricoverata in ospedale, si risveglia dal coma e riesce a fuggire. Jukes interroga Christos, accompagnato dai suoi avvocati, senza riuscire a vincere il suo silenzio sugli affari di famiglia. Consultandosi con Karim, Jukes sceglie di cambiare strategia e puntare sul giro d'affari legato a Brandaise. Georgina telefona a Robert perché vuole mettersi in contatto con il falsario che ha realizzato Giunone affida Io ad Argo per suo marito. Il falsario, di nome Lucas Carlsson, rivela che il quadro in questione è affondato assieme allo yacht . Georgina chiede a Christos cosa contiene il locale segreto in cantina, senza ottenere risposta perché evidentemente Constantine non voleva che lo sapesse, altrimenti le avrebbe fornito il codice. Christos non riesce a trovare persone disposte a investire nella Fondazione Clios, essendo diffusa la convinzione che senza Costantine gli affari della famiglia andranno sicuramente male. Nadia ottiene un passaggio in autostop fino al porto, uccidendo poi l'autista con un gadget della Tour Eiffel.
Georgina invita la famiglia Clios fuori a cena. Una scusa per lasciare Villa Carmella libera a Robert, impegnato ad hackerare il codice della stanza blindata. La cena non va per il verso giusto, a causa del forte astio tra i fratelli (in particolare Adam e Christos) che si punzecchiano continuamente sui rispettivi difetti. La situazione peggiora quando al gruppo si aggiunge Irina, invitata da Adriana per completare il quadretto familiare. Terminata la cena Christos, già abbastanza alticcio, si reca nel casinò di Negrescu e dà fondo a tutto il proprio budget. Allertato dai collaboratori, Negrescu sceglie di lasciarlo continuare perché si merita di finire a gambe all'aria. Christos è riaccompagnato a casa da Adam, mentre Irina salda con Negrescu il debito del figlio. Irina ha una forte sintonia con Negrescu, essendo lei l'unico membro della famiglia Clios di cui il malavitoso si fida, tanto da avere un rapporto sessuale sul tavolo da gioco. Robert ha scoperto la combinazione della camera blindata, che è la data in cui Georgina e Constantine si sono conosciuti.

## Family Paintings
- Diretto da: Damon Thomas
- Scritto da: Christopher Smith

### Trama
Georgina accede alla camera blindata, trovando un dossier completo su di lei. Osservando le transazioni di un conto corrente, Robert nota uno schema ricorrente di depositi sempre uguali e improvvisi prelievi che portavano il saldo a 0. Georgina si accorge che le somme prelevate corrispondono ai quadri che ha comprato all'asta per conto di Constantine, a cui ha sempre chiesto l'autorizzazione prima di ogni acquisto. La polizia trova il cadavere dell'uomo assassinato da Nadia al porto. Karim si mette alla ricerca di Amira, una escort di Negrescu scomparsa in circostanze misteriose. Amira ha una gemella, Fatima, anche lei escort nello stesso club della sorella. Karim chiede a Fatima se riconosce Nadia, ma la giovane asserisce di non averla mai vista. Irina sta organizzando l'annuale gala della Fondazione Clios a Villa Carmella, una grande occasione per rilanciare il nome della famiglia. Georgina chiede di poter invitare anche John Brandaise. Karim si reca nella residenza di Grigory Litvinov, senza ottenere nemmeno da lui informazioni utili a riconoscere Nadia.
Il cadavere di Amira è trovato nei pressi della stazione. Karim preleva Fatima dal club di Negrescu, riuscendo a portarla in salvo dai suoi uomini. Christos contratta con Klaus Schneider l'acquisto di quadri della Fondazione Clios. Negrescu aiuta Irina a restituire la fedeltà di un investitore della fondazione, minacciando di spiattellare alla famiglia una relazione omosessuale. Irina ringrazia Negrescu, invitandolo al gala della fondazione. Georgina e Robert accedono al deposito di Constantine per conto della Fondazione Clios. Nel caveau del marito trovano parecchi quadri contraffatti e un gratta-e-vinci acquistato in Italia. I due si recano a Piazza Grande, come indicato sul retro del biglietto, dove Georgina riconosce Brandaise nell'edicolante non vedente. Quindi, il famigerato socio di Costantine altri non era se non un prestanome.

## Elena
- Diretto da: Damon Thomas
- Scritto da: Stacey Gregg

### Trama
A Villa Carmella fervono i preparativi per il gala della Fondazione Clios, evento che quest'anno Irina vuole sia memorabile per omaggiare al meglio Constantine. Georgina pedina Christos, avendo conferma dei suoi problemi di droga. Convinta che il figliastro sugli oscuri affari di famiglia sappia più di quanto faccia credere, Georgina lo ammanetta al letto della camera blindata mentre dormiva dopo un'iniezione. Jukes ha ottenuto un mandato per sequestrare i quadri dei Clios e decide di far scattare il blitz a mezzanotte, concedendo alla famiglia di festeggiare prima che venga loro inferto il duro colpo. Nadia si introduce a Villa Carmella mimetizzandosi nel servizio catering della festa. Quando Christos si risveglia, Georgina annuncia che trascorrerà molto tempo legato, almeno fino a quando non vuoterà il sacco sugli affari paterni. Adam si complimenta con Georgina per il suo outfit, rivelando un'infatuazione faticosamente trattenuta verso la matrigna.
Il gala ha inizio e Irina si preoccupa non vedendo arrivare Christos. Adam è costretto a sostituire il fratello come banditore dell'asta benefica organizzata dalla fondazione, rivelando un inaspettato talento nell'intrattenere gli ospiti. Adriana inizia una relazione a tre con il giardiniere Dominique e la sua migliore amica Sophie. Amoreggiando con loro, la ragazza si accorge di provare un'attrazione più forte verso Sophie e si ingelosisce molto quando l'amica si ritira con Dominique. Negrescu, vedendo Adriana giù di morale, accetta di farle compagnia mentre lei fuma uno spinello. Irina si infuria con Adriana e caccia via Negrescu, intimandogli di non corrompere sua figlia. Georgina vuole sapere da Christos chi è Elena, un nome ricorrente negli incartamenti di Constantine. Christos rivela che si tratta del nome di un file. Christos va in crisi d'astinenza e Georgina è costretta a iniettargli una sostanza nella vena del collo. Terminata l'asta, Adam riconosce Nadia che fugge al piano superiore e uccide il capo della sicurezza di Villa Carmella. Adam assiste impassibile all'omicidio, tornando alla festa come se niente fosse successo. Scoccata la mezzanotte, Jukes fa partire il blitz e i suoi uomini iniziano a inventariare i quadri di Villa Carmella. In quel momento Georgina e Christos, rimesso in libertà dalla matrigna, assistono al disfacimento del lusso in cui è vissuta la famiglia Clios.